# ルイ1世 (ブルボン公)
ルイ1世・ド・ブルボン（Louis Ier de Bourbon, 1279年 - 1341年1月22日）は、フランスの血統親王（プランス・デュ・サン）。クレルモン伯（在位：1317年 - 1327年）、初代ブルボン公（在位：1327年 - 1341年）、およびラ・マルシュ伯（在位：1327年 - 1342年）。また、名目上のテッサロニキ王（在位：1320年 - 1320年）。後にフランス王家となるブルボン家の祖とされる。フランス王ルイ9世の末息子であるクレルモン伯ロベールとブルボン女領主ベアトリス・ド・ブルゴーニュ（ブルゴーニュ公ユーグ4世孫）の子。大公（le Grand）あるいは足萎公（le Boiteux）といわれる。

## 生涯
ルイ1世は金拍車の戦い（1302年）およびモン＝アン＝ペヴェルの戦い（1304年）に参加し敗北したが、どちらも無傷で逃げ切ることができた。1310年に侍従長に任ぜられた。1317年、父ロベールの死によりクレルモン伯位およびブルボンの所領を継承した。1318年9月13日、フランス王フィリップ5世は十字軍の計画を立てていたルイを十字軍の司令官に任命したが、1319年にジェノヴァでフランス軍と教皇軍の合同艦隊が皇帝派に敗れたため、十字軍の計画は頓挫した。
1320年4月14日、ルイはテッサロニキ王位をブルゴーニュ公ウード4世に4万リーヴルで購入しようとしたが、ターラント公フィリッポ1世が割って入り、ウード4世が受け入れたのと同じ金額を提示した。この契約の条件には、フィリッポ1世の長男とルイの娘ベアトリスとの結婚も含まれていた。
1327年、フランス王シャルル4世はルイを説得してクレルモン伯領とラ・マルシュ伯領を交換し、ルイをブルボン公に陞爵した。ルイはフィリップ6世の信頼できる側近のひとりであったため、1331年までにクレルモン伯領はルイに返還された。ルイは1336年に教皇ベネディクトゥス12世がフィリップ6世の十字軍を中止するまで、フランスの十字軍計画に不可欠な存在であり続けた。
1341年に死去し、パリのジャコバン修道院の教会（現存しない）に埋葬された。

## 家族
エノー伯兼ホラント伯ジャン2世の娘マリー・ダヴェーヌと1310年に結婚し、4男4女をもうけた。
- ピエール1世（1311年 - 1356年） - ブルボン公。イザベル・ド・ヴァロワと結婚[12]。ポワティエの戦いで戦死[13]。
- ジャンヌ（1312年 - 1402年） - 1324年にフォレ伯ギーニュ7世と結婚
- マルグリット（1313年 - 1362年） - 1320年6月6日にジャン2世・ド・シュリーと結婚、1346年にユタン・ド・ヴェルメイユと結婚。
- マリー（1315年 - 1387年） - 1330年１月にニコシアでガリラヤ公ギー（キプロス王ユーグ4世の子）と結婚[14]、1347年9月9日にターラント公ロベルトと結婚[14]。
- フィリップ（1316年 - 1327年以降）
- ジャック（1318年）
- ジャック1世（1319年 - 1362年） - ラ・マルシュ伯[15]。ブリニェの戦いで戦死[16]。後のアンリ4世から始まるフランス王家はジャック1世の末裔である。
- ベアトリス（1320年 - 1383年） - 1334年にボヘミア王ヨハンと結婚[17]。1347年頃にウード2世・ド・グランシーと結婚。

クレッシー女領主ジャンヌ・ド・ブルボン＝ランシーとの間に以下の庶子をもうけた。
- ジャン（1297年頃 - 1375年） - "バタール・ド・フランス"。ロシュフォール[18]、エブルイユ、ベセー・ル・ゲラン、ベルナーヴ、ジェザ、セランおよびラ・ビュール領主。ベリー公とブルボン公の顧問、フォレの副隊長、3番目の妻としてアニェス・シャルーと結婚した。
- 娘（長女） - "バタルド・ド・フランス"。1317年にジラール・ド・シャティヨン＝アン＝バゾワと結婚
- ギー（1299年頃 - 1349年） - "バタール・ド・フランス"。クレッシー、ラ・フェルテ＝ショードロンおよびモンパンシエ領主（1346年に嫡出と認められたが、同年に再び庶出となる）。1315年にアニェス・ド・シャステルと結婚、1330年から1333年の間にイザベル・ド・シャステルペロンと結婚。
- ジャネット - "バタルド・ド・フランス"。1310年にギシャール・ド・シャステルと結婚。